# Universidade Católica de Erbil

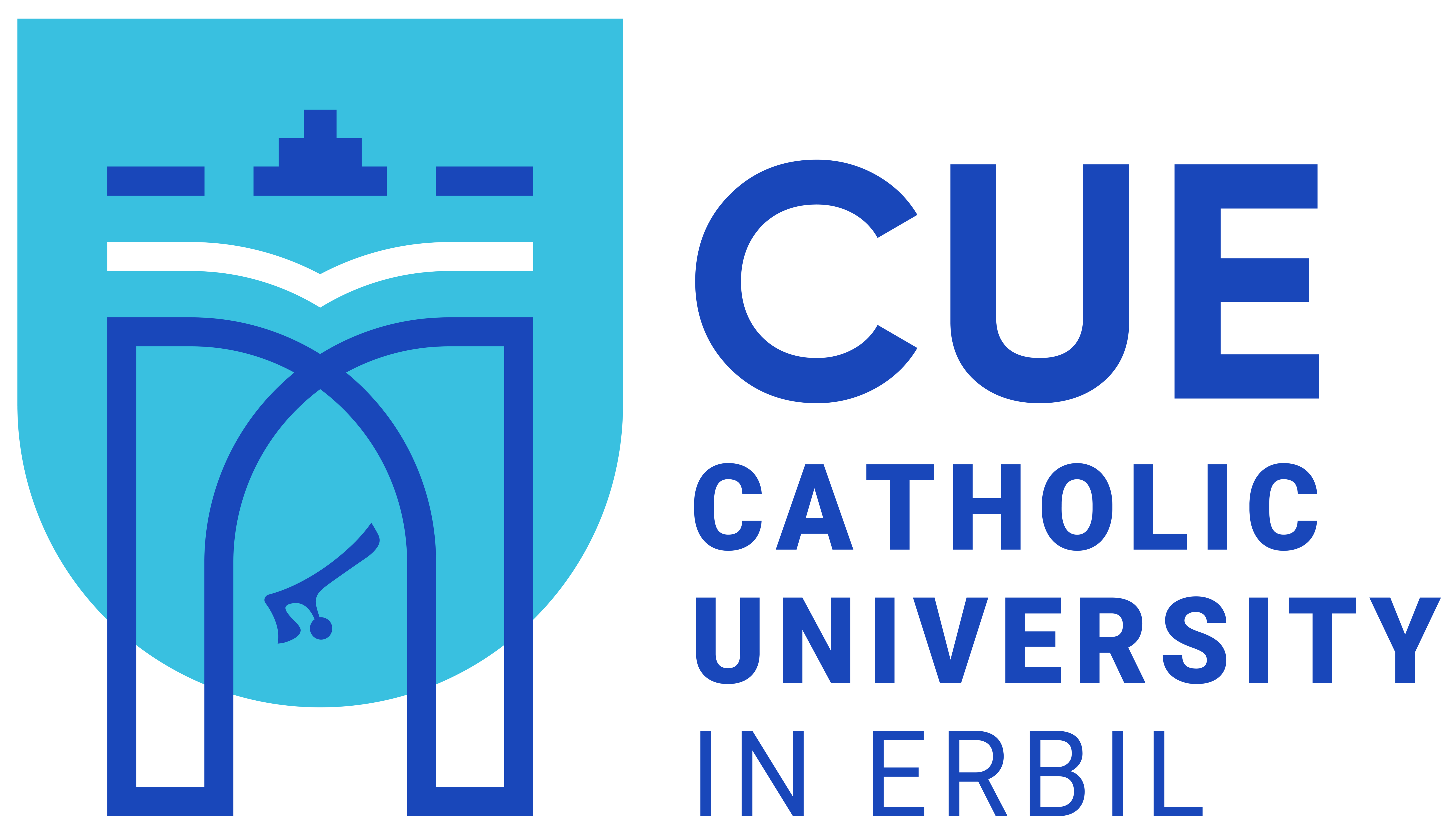
Fundo branco do logotipo da UCE

A Universidade Católica de Erbil é uma instituição de ensino superior privada e católica localizada no distrito de Ankawa, em Erbil, no Curdistão iraquiano. Foi fundada em 8 de dezembro de 2015 por cristãos caldeus da Arquidiocese de Erbil.
A pedra fundamental da universidade foi colocada em Ankawa, bairro de Erbil, em 20 de outubro de 2012. A instituição de ensino ocupa uma área de 30 mil m², colocados à disposição pela Igreja Católica Caldeia.

## História
Após o Sínodo sobre o Oriente Médio, realizado em Roma em 2010, o então Arcebispo caldeu de Irbil, Dom Bashar Warda, informou que haviam sido realizados os primeiros contatos com a Université Saint-Esprit de Kaslik, o renomado Ateneu maronita localizado no Líbano, para pedir ajuda e orientação para a implementação do projeto.
O objetivo era o de criar um polo de ensino universitário privado, aberto a todos, conforme as exigências do mercado e estreitamente associado à pesquisa científica.
O Arcebispo Warda estimava na época a conclusão dos trabalhos até o final de 2015, também com a intenção de oferecer aos jovens iraquianos cristãos a possibilidade de "continuar a testemunhar o dom da fé em suas terras".